# Z-ДНК

Структура Z-ДНК

Z-ДНК — одна з багатьох можливих структур подвійної спіралі ДНК, являє собою лівозакручену подвійну спіраль (на відміну від правозакрученої, як найбільш поширена форма B-ДНК). Z-ДНК є однією з трьох біологічно активних подвійних спіральних структур ДНК, поряд з А-ДНК і В-ДНК, хоча точні її функції до цього моменту не визначені.

## Історія вивчення
Лівозакручена ДНК вперше була відкрита Робертом Уеллсом і колегами при вивченні полімеру, утвореного повторами дезоксинозин — дезоксицитидін. Вони спостерігали «зворотний» круговий дихроїзм у таких ДНК, з чого зробили вірний висновок, що її ланцюги обвивають один одного в напрямку наліво. Згодом була опублікована кристалічна структура Z-ДНК, де в ході рентгеноструктурного аналізу з'ясувалося, що вона є першим однокрісталлічним фрагментом ДНК (самокомплементарний гексамер ДНК d(CG)3). Було встановлено, що Z-ДНК являє собою лівозакручену подвійну спіраль ДНК з двох антипаралельних ланцюгів, з'єднаних зв'язками між парами азотистих основ. Ці роботи були проведені Ендрю Уонгом (англ. Andrew Wang), Олександром Річем (англ. Alexander Rich) та їх співробітниками в Массачусетському технологічному інституті.
У 1970 році було показано, що найбільш поширена B-форма ДНК може переходити в Z-форму. В цьому експерименті було продемонстровано, що круговий дихроізм полімеру (dG-dC) в ультрафіолетових променях в розчині 4М NaCl змінювався на строго протилежний. Те, що при цьому переході В-форма перейшла в Z-форму, було підтверджено результатами рамановскої спектроскопії. Кристалізація сполуки В- і Z-ДНК, проведена в 2005 у, дала краще розуміння потенційної ролі, яку Z-ДНК грає у клітині. Скрізь, де є сегменти форм Z-ДНК, повинні бути також В-Z-з'єднання на їх кінцях, що зв'язують Z-форму з B-формою, що зустрічається в усьому іншому геномі.
У 2007 році була описана РНК-версія Z-ДНК як трансформована форма подвійної правозакрученої спіралі A-РНК в лівозакрученій спіралі. Перехід від А-РНК в Z-РНК, тим не менше, був описаний ще у 1984.

## Структура

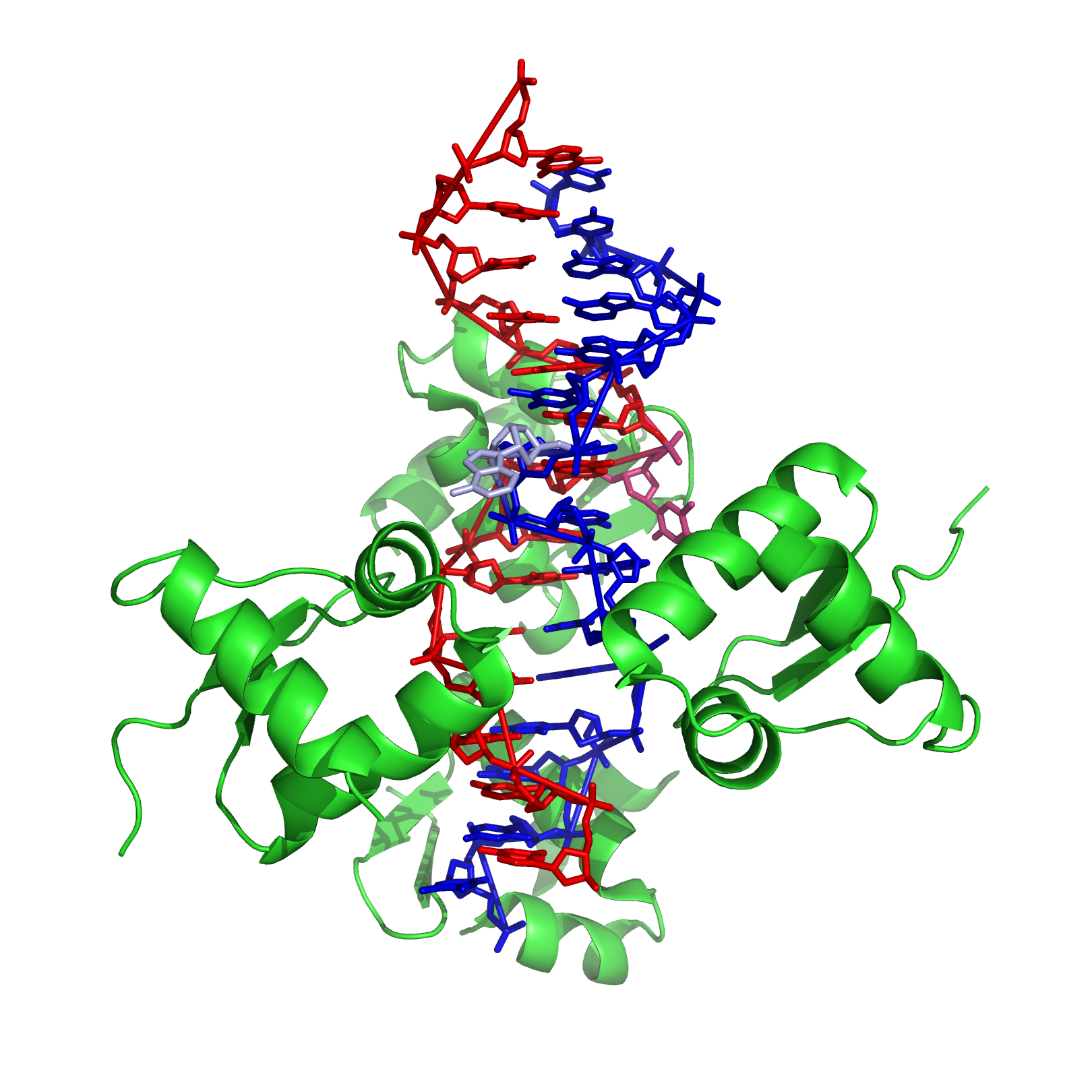
З'єднання B- і Z-ДНК. Зверніть увагу на дві витіснених основи, помічених яскравим кольором

Z-ДНК значно відрізняється від правозакрученних форм. Z-ДНК — лівозакручена і має  первинну структуру, повторювану через кожні 2 пари основ. На один поворот спіралі доводиться 12 пар основ. На відміну від А- і В-ДНК, в Z-ДНК велика борозенка слабо помітна, мала борозенка вузька і глибока. Взагалі, структура Z-ДНК енергетично невигідна, хоча деякі умови можуть активізувати її формування, наприклад: пуриново -пиримидинові послідовності (особливо полі (dGC)2) що чергуються, негативна понадспіралізація ДНК, високий вміст солей і деякі катіони (всі при фізіологічній температурі — 37 ° C і  pH 7,3-7,4). Z-ДНК може з'єднуватися з B-ДНК у структуру, що приводить до витіснення пар основ (см. Рис.).

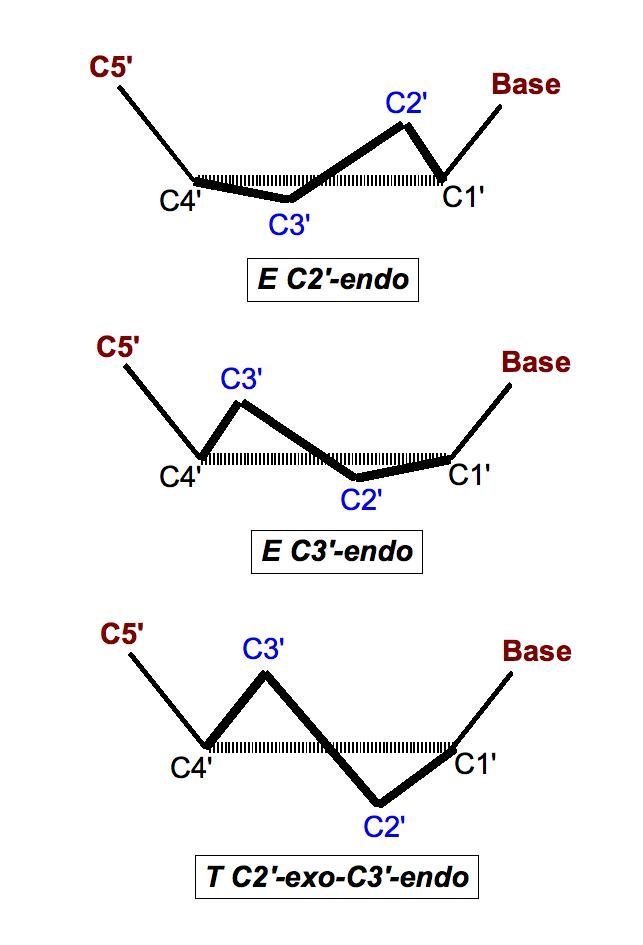
C2'-ендо-та C3'-ендоконформації цукрів

Ще однією особливістю Z-ДНК є чергування конформацій нуклеотидних залишків. Дезоксицитидін знаходиться в стандартній конформації: цукор в С2'-ендоконформації (див. малюнок), а азотисті основи — в анти-конформації (тобто основа повернена в сторону, протилежну гідроксильної групи при п'ятому атомі вуглець а; в такому становищі перебувають основи у полінуклеотидному ланцюгу). У дезоксигуанозину цукор знаходиться в С3'-ендоконформації, а основа має вкрай нетипову сін- конформацію.
Стекінг основ у Z-ДНК володіє новими, властивими лише цій формі, характеристиками. Так, стекінгові взаємодії є тільки між залишками цитозину протилежних ланцюгів, а залишки гуаніну взагалі не взаємодіють один з одним.
Фосфати в Z-ДНК не еквівалетні один одному і віддалені на різні відстані від осі спіралі; для гуанінових нуклеотидів ця відстань дорівнює 0,62 нм, а для цитозинових — 0,76 нм. При цьому сусідні цукри «дивляться» в протилежні сторони, і через це лінія, що послідовно з'єднує атоми фосфору в ланцюги, стає зиґзаґоподібною (звідси назва — Z-ДНК).
Структура Z-ДНК складна для вивчення, тому що вона практично не існує в стабільній формі подвійної спіралі. Навпаки, лівозакручена спіраль Z-ДНК є тимчасовою структурою, що з'являється в результаті біологічної активності і швидко зникає.

Осі спіралі A-, B- і Z-ДНК. Конформації цукрів і основ вказані для Z-ДНК

### Перехід з В-ДНК в Z-ДНК
Як вже говорилося, В- і Z-форми здатні переходити одна в одну. Це відбувається при зміні іонної сили розчину або концентрації катіонів, що нейтралізують негативний заряд фосфодіефірного каркаса. При цьому для переходу немає необхідності для розходження ланцюгів, він ініціюється розривом водневих зв'язків у кількох пар основ, після чого гуанін фіксується в сін-конформації, водневі зв'язки відновлюються, і основи знову утворюють уотсон-кріковські пари. Область переходу рухається по спіралі у вигляді петлі .
 

### Пророкування структури Z-ДНК
На даний момент можливо передбачити правдоподібну послідовність ДНК, що знаходиться у формі Z-ДНК. Алгоритм для передбачення схильності ДНК перебудовуватися з В-форми в Z-форму, ZHunt, був написаний в 1984 році доктором P.Shing Ho з Массачусеткого технологічного інституту. Пізніше цей алгоритм був розвинений Трейсі Кемп і колегами для визначення місць утворення Z-ДНК у всьому геномі.
Алгоритм ZHunt доступний за посиланням Z-Hunt online.